# Aspøy (Ålesund)
Aspøy (norwegisch Aspøya) ist eine Insel in der Stadt und Gemeinde Ålesund in der Fylke Møre og Romsdal in Norwegen. Sie ist die mittlere und kleinste der drei Inseln, auf denen sich die zentralen Stadtbezirke von Ålesund befinden.

## Geographie

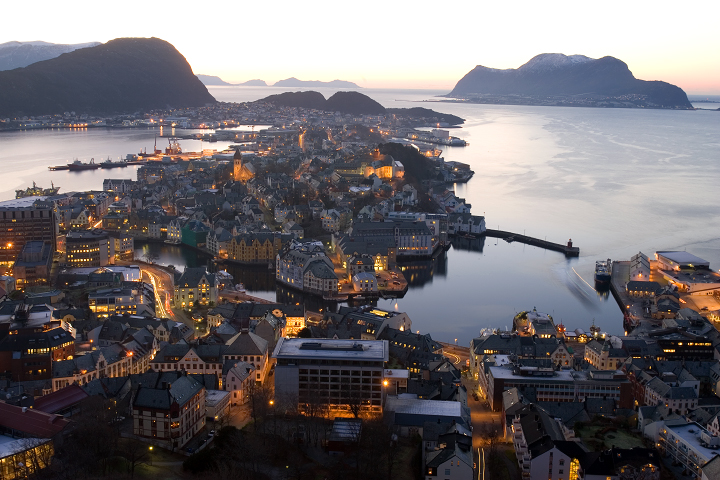
Blick von Aksla auf Aspøy/Ålesund, kurz vor Sonnenuntergang

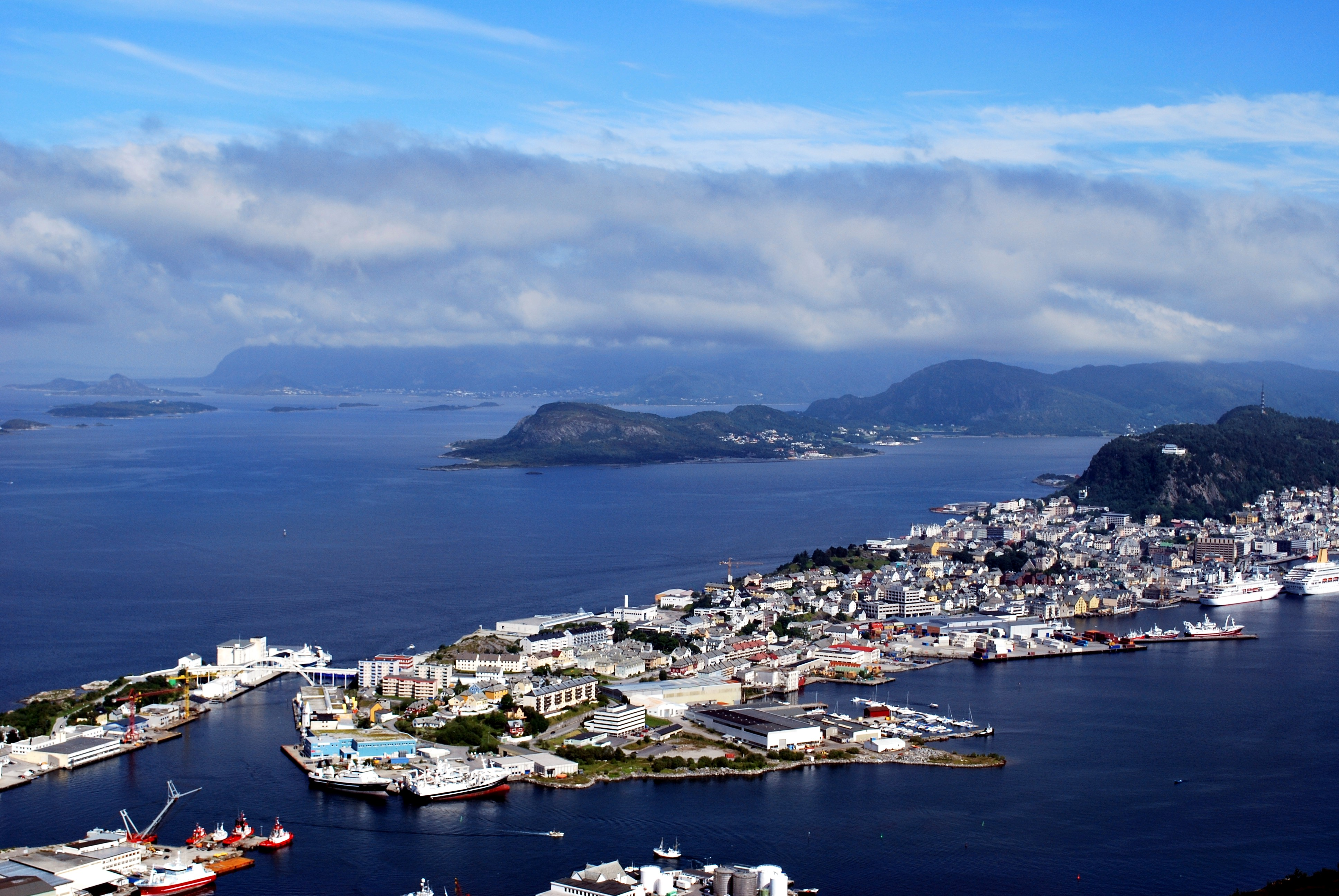
Aspøy mit dem Aspevågen (vorn rechts) und Steinvågsund (vorn links); Ellingsøy und Ellingsøyfjord im Hintergrund

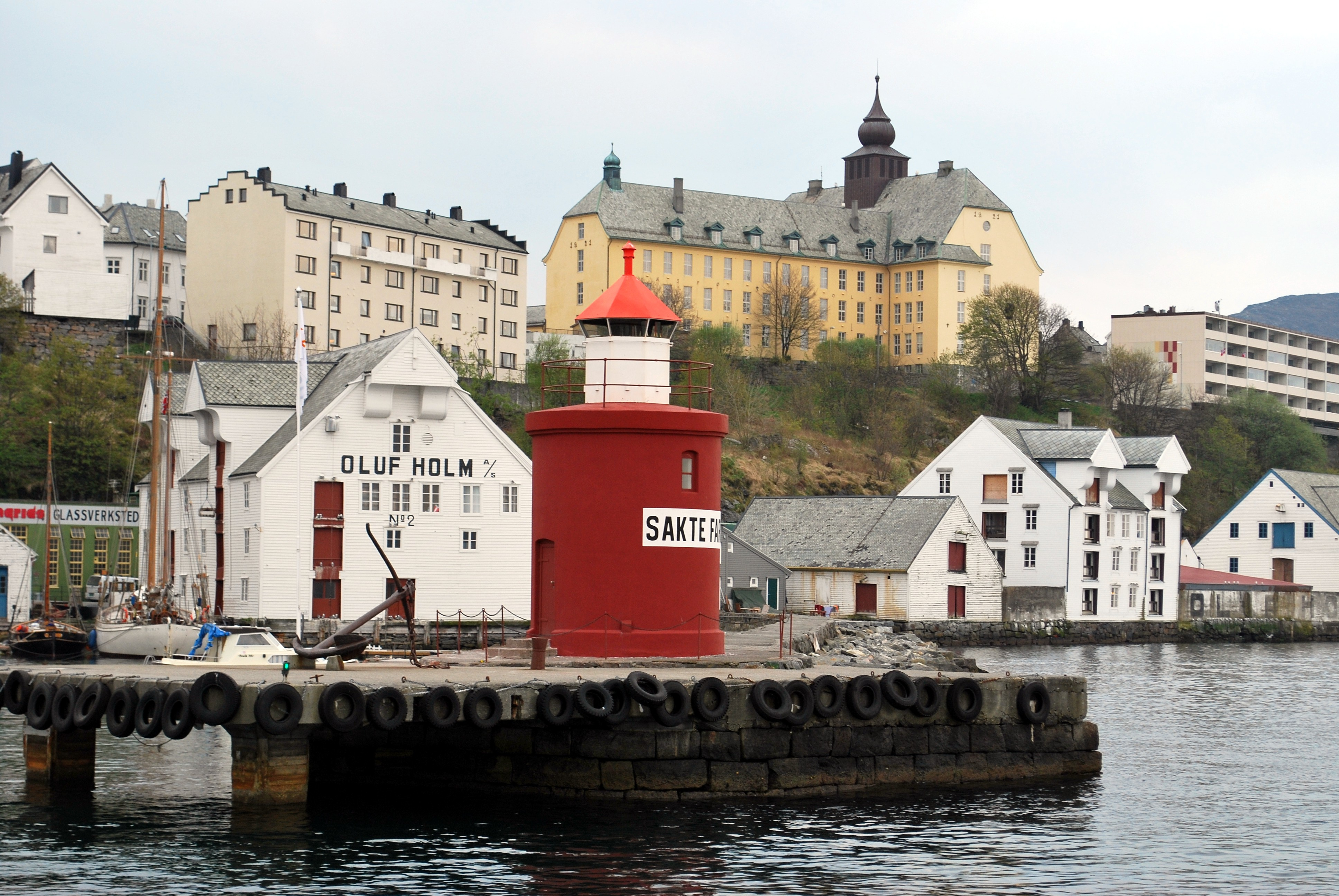
Fischereimuseum, Moljeleuchtturm, Holmbucht; die Aspøy-Schule auf dem Hügel dahinter

Die Insel erstreckt sich auf einer Länge von ca. 1,8 km von Ost nach West, ist bis zu 0,5 km breit und hat eine Gesamtfläche von nur 0,6 km2. Sie befindet sich zwischen dem Valderhaugfjord im Norden, dem Aspevågen im Süden, dem Steinvågsund im Westen und dem sehr schmalen Hellesund (ursprünglich Ålesund, heute auch Brosund genannt) im Osten. Sie ist über jeweils eine Straßenbrücke – die 1953 gebaute Steinvågsbrua über den Steinvågsund, die Hellebroa über den Hellesund – mit den Nachbarinseln Hessa im Westen und Nørvøy (auch Nørve) im Osten verbunden. Aspøy ist der westliche Endpunkt der Europastraße 136, die von Ålesund nach Dombås an der Europastraße 6 verläuft.
Während auf Hessa (Sukkertoppen, 314 m) und Nørvøya (Aksla, 188,6 m) die Berggipfel recht hoch aufragen, ist Aspøy relativ flach und deshalb weitgehend bebaut. Nur entlang seiner Nordseite erstreckt sich ein niedriger und teilweise baumbestandener Rücken, der bis zu 52 Meter hohe Storhaugen.

## Stadtbild
Aspøy hat 3.376 Einwohner (2015) und wird daher oft als die am dichtesten besiedelte Insel Norwegens bezeichnet, aber neben Wohngebieten enthält die Insel vor allem Verwaltungs- und Gewerbeeinrichtungen (Transport-, Lager- und Industriebetriebe, Kaufhäuser, Hotels und Restaurants etc.). Die Küstenbereiche werden von ausgedehnten Hafenanlagen dominiert, und Aspøy ist Heim eines Großteils der Fischereiflotte von Ålesund, Norwegens größter. Auf Aspøy befinden sich auch die 1909 erbaute Kirche von Ålesund, das Jugendstilsenter (ein Jugendstilmuseum), das Kunstmuseum KUBE, die 1919–22 erbaute imposante Aspøy-Schule, das Gebäude der Freimaurerloge Ålesund, der 2008 zum Hotelannex umgebaute ehemalige Leuchtturm Molja und das Fischereimuseum Ålesund unmittelbar daneben.
Da am 23. Januar 1904 beim Stadtbrand von Ålesund nahezu die gesamte Innenstadt auf Aspøy durch einen Großbrand zerstört wurde, gibt es nur noch wenige Holzbauten auf der Insel, vornehmlich im Norden entlang des Molovegen und westlich der Aspegata. Da in der Folge neue Häuser nur noch aus Stein oder Ziegeln gebaut werden durften, ist Aspøy bekannt für die beim Wiederaufbau vollständig im Jugendstil errichtete Innenstadt.